# Stade Kantrida
 (avril 2025).
Si vous disposez d'ouvrages ou d'articles de référence ou si vous connaissez des sites web de qualité traitant du thème abordé ici, merci de compléter l'article en donnant les références utiles à sa vérifiabilité et en les liant à la section « Notes et références ».
Le stade Kantrida (Croate: Stadion Kantrida) est un stade de football situé à Rijeka en Croatie.
Ce stade de 12 600 places accueille les matches à domicile du HNK Rijeka depuis 1946.

## Matchs de l'équipe nationale de football de Croatie
| Date             | Compétition       | Adversaire | Résultat | Spectateurs |
| ---------------- | ----------------- | ---------- | -------- | ----------- |
| 22 décembre 1990 | Amical            | Roumanie   | 2 - 0    | 5 000       |
| 28 février 1996  | Amical            | Pologne    | 2 - 1    | 10 000      |
| 3 juin 1998      | Amical            | Iran       | 2 - 0    | 10 000      |
| 28 février 2001  | Amical            | Autriche   | 1 - 0    | 2 000       |
| 13 février 2002  | Amical            | Bulgarie   | 0 - 0    | 4 000       |
| 29 mai 2004      | Amical            | Slovaquie  | 1 - 0    | 7 000       |
| 7 février 2007   | Amical            | Norvège    | 2 - 1    | 8 000       |
| 16 octobre 2007  | Amical            | Slovaquie  | 3 - 0    | 6 000       |
| 24 mai 2008      | Amical            | Moldavie   | 1 - 0    | 8 000       |
| 8 octobre 2009   | Amical            | Qatar      | 3 - 2    | 6 000       |
| 11 octobre 2011  | Qualif. Euro 2012 | Lettonie   | 2 - 0    | 8 370       |